# Donje Konjuvce
Donje Konjuvce (cyr. Доње Коњувце) – wieś w Serbii, w okręgu jablanickim, w gminie Bojnik. W 2011 roku liczyła 470 mieszkańców.